# Нивергельт, Эрвин
Эрвин Нивергельт (нем. Erwin Nievergelt, 29 апреля 1929, Цюрих — 4 августа 2018, Кальп) — швейцарский экономист и шахматист (мастер).

## Биография
Окончил Цюрихский университет. В 1957 г. защитил диссертацию на соискание степени доктора философии.
Занимался бизнес-информатикой: разрабатывал системы электронной обработки экономической информации. В 1969—1970 гг. работал приват-доцентом в Базельском университете. С 1971 г. работал профессором на кафедре общего управления бизнесом в Санкт-Галленском университете. В 1984 г. перешел на должность внеочередного профессора информатики. Параллельно с научной работой занимался прогнозированием валютных курсов с использованием нейронных сетей и искусственного интеллекта.
На протяжении полутора десятков лет выступал в шахматных соревнованиях. Занял 2-е место на турнире в Цюрихе, опередив экс-чемпиона мира М. Эйве. Принимал участие еще в нескольких сильных международных турнирах. Пять раз побеждал в командном чемпионате Швейцарии. В 1957 г. стал серебряным призером чемпионата Швейцарии. Основал в Цюрихе шахматный клуб имени А. И. Нимцовича. В составе сборной Швейцарии участвовал в двух шахматных олимпиадах, нескольких Кубках Клары Бенедикт и международных командных матчах.
Увлекался музыкой, время от времени выступал с фортепианными концертами.
После выхода на пенсию занимался триатлоном.
Последние годы жизни провел в Испании.

## Спортивные результаты
| Год  | Город          | Соревнование                                           | + | −  | = | Результат | Место       |
| ---- | -------------- | ------------------------------------------------------ | - | -- | - | --------- | ----------- |
| 1950 | Люцерн         | Чемпионат Швейцарии (2-я лига)                         |   |    |   |           |             |
| 1953 | Вена           | Международный турнир                                   | 1 | 3  | 1 | 1½ из 5   | [ 4 ] [ 5 ] |
| 1954 | Цюрих          | Международный турнир                                   | 7 | 2  | 2 | 8 из 11   | 2           |
|      | Белград        | Международный турнир                                   | 2 | 11 | 6 | 5 из 19   | 19—20       |
|      | Амстердам      | XI Олимпиада (сборная Швейцарии, 3-я доска)            | 8 | 4  | 0 | 8 из 12   |             |
| 1955 | Рапперсвиль    | Чемпионат Швейцарии                                    |   |    |   |           | [ 8 ]       |
| 1957 | Лозанна        | Чемпионат Швейцарии                                    |   |    |   |           | 2           |
|      | Берн           | Кубок Клары Бенедикт                                   | 2 | 3  | 0 | 2 из 5    |             |
| 1958 | Бавено         | Матч Италия — Швейцария (против В. Кастальди)          | 1 | 0  | 1 | 1½ из 2   |             |
|      | Мюнхен         | XIII Олимпиада (сборная Швейцарии, запасной)           | 5 | 5  | 3 | 6½ из 13  |             |
| 1959 | Цюрих          | Международный турнир                                   | 1 | 11 | 3 | 2½ из 15  | 15—16       |
|      | Лугано         | Кубок Клары Бенедикт                                   | 0 | 2  | 2 | 1 из 4    |             |
| 1960 | Цюрих          | Турнир памяти А. И. Нимцовича                          |   |    |   |           |             |
| 1965 | Зап. Берлин    | Кубок Клары Бенедикт                                   | 1 | 3  | 0 | 1 из 4    |             |
| 1966 | Бруннен (Швиц) | Кубок Клары Бенедикт                                   |   |    |   |           |             |
| 1967 | Лезен          | Кубок Клары Бенедикт                                   |   |    |   |           |             |
| 1970 | Люцерн         | Матч Швейцария — Бавария (8-я доска, против Р. Шайпля) | 0 | 2  | 0 | 0 из 2    |             |
| 1972 | Ароза          | Матч Швейцария — Югославия (против А. Деже)            | 0 | 2  | 0 | 0 из 2    |             |